# Rudolf I. (Schwerin)
Rudolf I. (* vor 1204, † 1262) war ab 15. Februar 1228 Domherr, 1229–1245 Scholastikus, 1243–1249 Propst im Domkapitel zu Schwerin und von 1249 bis 1262 Bischof im Bistum Schwerin.
Kurz vor Rudolfs Amtszeit wurde 1239 Bützow Hauptresidenz des Bistums Schwerin. Das Domkollegiatstift hatte Bischof Wilhelm 1248 gegründet.

## Leben
Über Rudolfs Herkunft sind mancherlei Vermutungen aufgestellt worden. So als ein Sohn des Fürsten Wizlaw I. von Rügen, ein Herr von Kossebade, ein Mitglied der Familie von Bülow  oder vielleicht ein Mitglied eines der sächsischen Dynastiegeschlechter unter Hinweis auf die Würde als Stiftspropst zu St. Blasien un Braunschweig. Die Frage bleibt ungeklärt. So auch zu seinem Studienaufenthalt in Paris.
Rudolf I. gehörte dem Schweriner Domkapitel an, war am 18. Oktober 1230 mit dem Magistertitel nach wissenschaftlich gebildet, bekleidete als Domherr die Würde eines Scholastikus und übte das Amt vom 24. Januar 1229 bis zum 2. April 1245 aus. Vom 11. September 1248 bis zum 21. August 1249 war er noch Propst in Schwerin. Neben den Pfründen zu Schwerin besaß er in der Zeit von 1237 bis 1249 auch die Propstei des Stiftskapitel von St. Blasius in Braunschweig. Nicht belegt ist seine Zeit als Kanoniker zu Goslar.
Zur Zeit der Bischofswahl war Rudolf I. 1248 bis zum Amt des Dompropstes aufgerückt. Seine Wahl dürfte vor dem 5. November 1249 erfolgt sein, da an diesem Tage in der päpstlichen Urkunde aus Lyon Papst Innozenz IV. den Erzbischof von Bremen und den erwählten Bischof Rudolf von Schwerin mit der Beilegung der Streitigkeiten zwischen König Erich von Dänemark und der Stadt Lübeck beauftragte. Wann und von wem Bischof Rudolf die Bischofsweihe empfangen hatte, ist mit Sicherheit, auch nach der Urkundenlage, nicht mehr nachzuweisen. Seine Amtszeit als Bischof reicht bis 1262.
Bischof Rudolf hatte wegen seiner vortrefflichen Gemütsgabe große Gunst bei den Grafen von Schwerin, Herren von Werle und Rostock, auch bei den umliegenden Bischöfen und Äbten gehabt und dadurch das Stift nicht wenig an Dörfern, Seen, Zehnten und anderen Einkommen verbessert. Doch es gab auch Sorgen an der Diözesangrenze zum Bistum des Havelberger Bischofs Heinrich, die zu einem Vergleich führten und mit Kammin, die sich erst nach dem Eingreifen des Papstes Alexander IV. besserten.
Vehement musste sich Bischof Rudolf I. gegen territoriale Ansprüche von außen zur Wehr setzen. Bekannt wurde er durch seine Streitigkeiten mit dem Mecklenburger Fürsten Pribislaw I. Rudolf baute, um seinen Amtssitz Bützow zu sichern, eine Grenzburg in unmittelbarer Grenzlage zur Herrschaft Parchim-Richenberg. Pribislaw als zuständiger Landesherr sah sich durch diese Burg direkt bedroht. Er ließ die Burg niederbrennen und sperrte Rudolf in Richenberg ins Verlies. Der Bischof kam aber gegen ein geringes Lösegeld bald wieder frei. Rudolf versuchte daraufhin mit allen Mitteln Pribislaw zu entmachten, so ließ er Pribislaw in Reichsacht legen und erwirkte einen päpstlichen Bann gegen den Fürsten. Nach kurzem Ausgleich 1255 wurde Pribislaw gefangen genommen und Rudolf ausgeliefert. Pribislaw wurde entmachtet und das Land unter seinen Brüdern und seinem Schwager, den Grafen von Schwerin, aufgeteilt. Als Bischof Rudolf im Jahr 1262 starb, hoffte Pribislaw auf die Rückgabe seines Besitzes, doch seine Brüder verweigerten dies.
Interessant noch die Tatsache der Schenkung eines Dorn aus der Dornenkrone Christi durch König Ludwig des Heiligen von Frankreich zwei Jahre vor dem Tode Bischofs Rudolf I. 1260 in Paris für den Schweriner Dom. Liturgische Besonderheiten auf Bischofs Rudolfs frühere Tätigkeit als Stiftspropst in Braunschweig sind ebenfalls bekannt.

## Grabstein

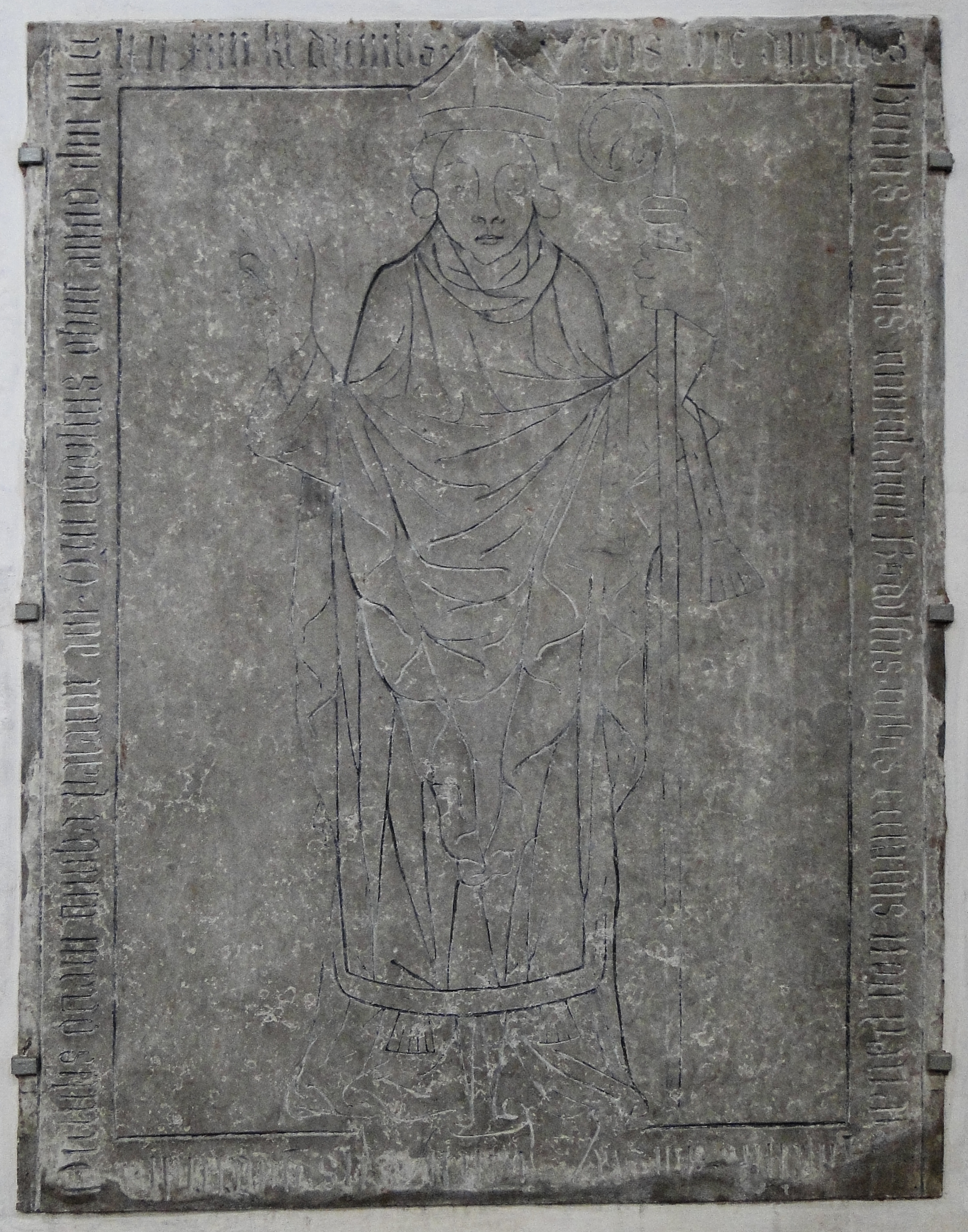
Grabplatte Rudolfs im Schweriner Dom

Bischof Rudolf starb am 18. November 1262. Er wurde im Hohen Chor des Domes zu Schwerin beigesetzt. Der große fast zwei Meter hohe und anderthalb Meter breite gotländische Grabstein steht aufgerichtet an der Nordwand des Chorumganges neben der Ausgangstür zum Kreuzgang. Der von seinen Nachfolgern gestiftete Grabstein ist damit das älteste der bekannten Grabmäler Schweriner Bischöfe. Das Bild zeigt die etwas überlebensgroße stehende Figur des segnenden Bischofs mit offenen Augen. Er trägt die mit aufwändigem Faltenwurf versehenen Bischofsgewänder mit Manipel, Mitra und Pontifikalhandschuhen. In seiner linken Hand hält er einen Bischofsstab mit nach innen gewandter Krümme. Füße und Mitra reichen in das umlaufende Schriftband hinein.
Die lateinische, in einer vertieften gotischen Minuskel ausgeführter Inschrift lautet (übersetzt):
Hier ist begraben Rudolf, der der sechste Bischof (antistes) dieser Stadt, dem Unbill (tristes occursus) nicht widerfahren soll. Auf Kosten Gottfrieds, des treugesinnten achten Bischofs (presul) von Schwerin († 1314) ist dem Vorgänger das Grab bereitet. Rudolf starb im Jahre des Herrn 1262 an den 14. Kalenden des Dezember (18. November).
Die nach innen gerichtete Krümme des Bischofsstabes weist den Träger als Abt aus. Die Richtung des Krummstabes kann hier gedeutet werden, dass Bischof Rudolf I. in seiner geistlichen Funktion als Abt nach innen in die Kirche wirken wollte beziehungsweise sich so darstellen lässt.

## Siegel
Vom Bischof Rudolf sind zwei Siegel bekannt.
Aus vorbischöflicher Zeit als Domcholasticus ein rundes Siegel mit einem aufwärts fliegenden Adler mit Heiligenschein und Symbol des Evangelisten Johannes, des Patron der Schweriner Domkirche, der ein Buch (?) in den Klauen hält.
Die Umschrift lautet: + RODOLFUS SCOLSTICVS ZWERINENS'.
Als Bischof von Schwerin.
Ein elliptisches Siegel mit einem sitzenden Bischof mit der Rechten segnend, in der Linken den Bischofsstab haltend, die Krümme nach außen.
Die Umschrift lautet: + RODOLFI DEI GRA ZWERINENSIS EPI.